# 卡爾梅克蘇維埃社會主義自治共和國
{{Infobox former subdivision
|native_name = （衛拉特語）
（俄語）
|conventional_long_name = 卡尔梅克苏维埃社会主义自治共和国
|common_name = 卡尔梅克ASSR
|subdivision=自治共和国
|nation=俄罗斯苏维埃联邦社会主义共和国
|government_type = 苏维埃共和国
|
|year_start = 1935年
|year_end = 1991年
|
|image_flag = Flag of Kalmyk ASSR.svg
|image_coat = Coat of arms of Kalmyk ASSR.svg
|
|p1 = 卡尔梅克自治州
|image_p1= 
|s1 = 卡尔梅克共和国
|flag_s1 = Flag of Kalmykia.svg
|
|image_map = Russia - Republic of Kalmykia (2008-01).svg
|image_map_caption = 卡爾梅克蘇維埃社會主義自治共和國在俄罗斯苏维埃联邦社会主义共和国的位置
|
|capital = 埃利斯塔
|
|now part of = [[{Flag of Russian Federation}|俄罗斯]]
|
}}
卡爾梅克蘇維埃社會主義自治共和國（俄语：Калмыцкая Автономная Советская Социалистическая Республика）是蘇聯自治共和國之一，曾先後存在兩次，第一次是在1935年10月22日至1943年。第二次是在1958年至1990年。現在演變為卡爾梅克共和國。1977年苏联天文学家尼古拉·切尔尼赫发现的小行星2287即以此命名。